# Gottfried Palatin

Gottfried Palatin, 2019

Gottfried Palatin (* 1959 in Steinberg im Burgenland in Österreich) ist ein zeitgenössischer Designer/Künstler mit dem Schwerpunkt Glas- und Porzellangestaltung. Er lebt und arbeitet in Mödling bei Wien. Seine Werke wurden in verschiedene Länder weltweit in Ausstellungen und Designmessen (u. a. Maison&Objet Paris, Ambiente Frankfurt, ICFF New York) präsentiert.
Schon vor und während seiner Zusammenarbeit mit Manufakturen entwickelte er Porzellanobjekte, mit denen er die Grenzen der Machbarkeit auslotete.

## Werk
- Authentics:  „Belong“ 1+2, Salat/Obstschalen
- Grundmann Beschlagtechnik:  „Modell 700“, „PalatinZwei“ und weitere Türdrücker-Modelle.
- LeitnerDesign:  verschiedene Holz-Möbelbeschläge
- J. & L. Lobmeyr:  „Vario“, Glasvase, wird gleichzeitig von Augarten in Porzellan manufakturiert und ist das erste gemeinsame Produkt dieser beiden österreichischen Traditionsfirmen.
- Mercantile:
  - „Lino“, Becher und Vasen-Kollektion mit Opalglasüberfang und Schliffdekoren,
  - „Variovase“, 8-tlg. Vasenset in zwei Größen und verschiedenen Farben,
  - „Praline“,  Vasen und Leuchter-Kollektion
  - „PS1“, „PS2“, „PS3“, „PS4“, Salz + Pfeffermühlen aus Kirschen-Buchen und Ahornholz.
- Teunen Konzepte:   "T-Buch, " Letzte Worte", Textbeiträge.
- WMF/21:  „Centro“, großer Zigarrenaschenbecher.
- Kristallglasmanufaktur Theresienthal GmbH:   „Ferdinand“, „Palatin“, „Otto“, „Ahawah“, „Lirisa“, „Aspasia“, „Alexis“, „Joseph“, „Samira“.

Diese verschiedenen Kollektionen wurden in unterschiedlichen Glastechniken wie Flächenschliff, Malerei, Gravur, Diamantschliff und Überfang verwirklicht.
- Für die Wiener Porzellanmanufaktur Augarten:
  - Kollektion Palatin („Vario1“, „Vario 2“, „Lola“, „Fiore“, „Bolino“, „Vario Bodenvase“) – bestehend aus variablen Vasen, Dose, Schale und Salzgefäß.
  - New Tableware by Gottfried Palatin neues, multifunktionales 20-teiliges Augarten-Tafelservice.

Das Service von einzelnen, variabel kombinierbaren Teilen soll den Anforderungen der internationalen Küche entsprechen und für verschiedene Speisen Anwendung finden können. Es gibt u. a. Tapasschälchen, Sushiplatten, rechteckig abgerundete und große runde Teller für vegetarische als auch für Fleischgerichte. Die Serviceteile können mit einem von Palatin speziell für den jeweiligen Kunden entwickelten Logo-Dekor versehen werden.
Ab 2014 konzentrierte er sich auf die Entwicklung seiner eigenen Porzellankollektionen wie zum Beispiel Deckeldosen mit kantenflüchtiger Buntglasur.